# Impuesto a las Retribuciones Personales
El Impuesto a las Retribuciones Personales o IRP fue creado por el Decreto Ley º 15.294 de Uruguay del expresidente Luis Alberto lacalle.
El impuesto se aplicaba también a todas las jubilaciones y pensiones servidas por instituciones estatales y no estatales de la seguridad social.
Este impuesto fue modificado por el artículo 1° de la Ley N° 18083 del 27 de diciembre de 2006 del nuevo sistema tributario, y vino a reemplazarlo el Impuesto a la Renta de las Personas Físicas (IRPF).